# Philipp Franz von Siebold
Philipp Franz Balthasar von Siebold (Würzburg, 17 febbraio 1796 – Monaco di Baviera, 18 ottobre 1866) è stato un medico, botanico e viaggiatore tedesco.
Fu il primo europeo ad insegnare la medicina occidentale in Giappone. Ebbe grande fama per il suo studio della flora e della fauna giapponesi.

## Carriera

### Primi anni
Nato in una famiglia di medici e professori di medicina a Würzburg (allora nel Vescovato di Würzburg), discendente di Carl Caspar von Siebold, Philipp Franz von Siebold studiò inizialmente medicina all'Università di Würzburg dal novembre 1815, dove diventò membro dell'associazione studentesca Moenania Würzburg. Uno dei suoi professori era Franz Xaver Heller (1775–1840), autore della Flora Wirceburgensis ("Flora del Granducato di Würzburg", 1810–1811). Fu tuttavia Ignaz Döllinger (1770–1841), suo professore di anatomia e fisiologia, che lo influenzò maggiormente. Döllinger fu uno dei primi professori a comprendere e a trattare la medicina come una scienza naturale. Von Siebold rimase con Döllinger, grazie al quale venne regolarmente a contatto con altri scienziati. La lettura dei libri di Alexander von Humboldt, un famoso naturalista ed esploratore, suscitò probabilmente il suo desiderio di viaggiare in terre lontane. Philipp von Siebold divenne un medico laureandosi nel 1820. Inizialmente esercitò a Heidingsfeld, Germania (ora parte di Würzburg).
Invitato nei Paesi Bassi da un conoscente di famiglia, von Siebold fece domanda per un posto da medico militare nell'esercito olandese, che gli avrebbe consentito di viaggiare nelle colonie olandesi. Entrò nel servizio militare olandese il 19 giugno 1822. Fu nominato medico di bordo sulla fregata Adriana in viaggio da Rotterdam a Batavia (l'attuale Giacarta) nelle Indie Orientali Olandesi (l'attuale Indonesia). Nel suo viaggio per Batavia sulla fregata Adriana, fece pratica della sua conoscenza della lingua olandese e imparò rapidamente il malese. Durante la lunga traversata, von Siebold iniziò una raccolta di fauna marina. Arrivò infine a Batavia il 18 febbraio 1823.
Come ufficiale medico dell'esercito, von Siebold fu assegnato ad un'unità di artiglieria. Rimase, tuttavia, per un paio di settimane presso la residenza del governatore generale per riprendersi da una malattia. Con la sua erudizione, impressionò il governatore generale barone Van der Capellen e il direttore del giardino botanico Buitenzorg Caspar Georg Carl Reinwardt. Questi uomini già vedevano in lui un degno successore di Engelbert Kaempfer e Carl Peter Thunberg (autore di Flora Japonica), entrambi valenti naturalisti ed ex medici residenti presso Dejima. L'Accademia bataviana delle Arti e delle Scienze nominò membro von Siebold.

### Periodo giapponese
A von Siebold è attribuita l'introduzione della vaccinazione e dell'anatomia patologica per la prima volta in Giappone..
Fu inviato a Dejima, l'isola artificiale accanto a Nagasaki, il 28 giugno 1823, dove arrivò l'11 agosto 1823  come nuovo medico e scienziato residente. Durante il suo avventuroso viaggio, si salvò a stento dall'annegamento nel corso di un tifone nel Mar Cinese Orientale. Poiché solamente un numero molto limitato di cittadini olandesi erano ammessi su quest'isola, i posti di medico e di scienziato dovevano essere unificati. A quel tempo Dejima non era più in possesso della Compagnia Olandese delle Indie Orientali, ma continuava a essere amministrata dallo Stato olandese, per ragioni politiche.
Von Siebold invitò gli scienziati giapponesi per mostrare loro i progressi della scienza occidentale, imparando in cambio attraverso di loro molto sui Giapponesi e i loro costumi. Dopo aver curato un influente funzionario locale, von Siebold ottenne la possibilità di lasciare l'avamposto commerciale. Usò questa opportunità per curare i pazienti giapponesi nell'area più vasta intorno all'avamposto.

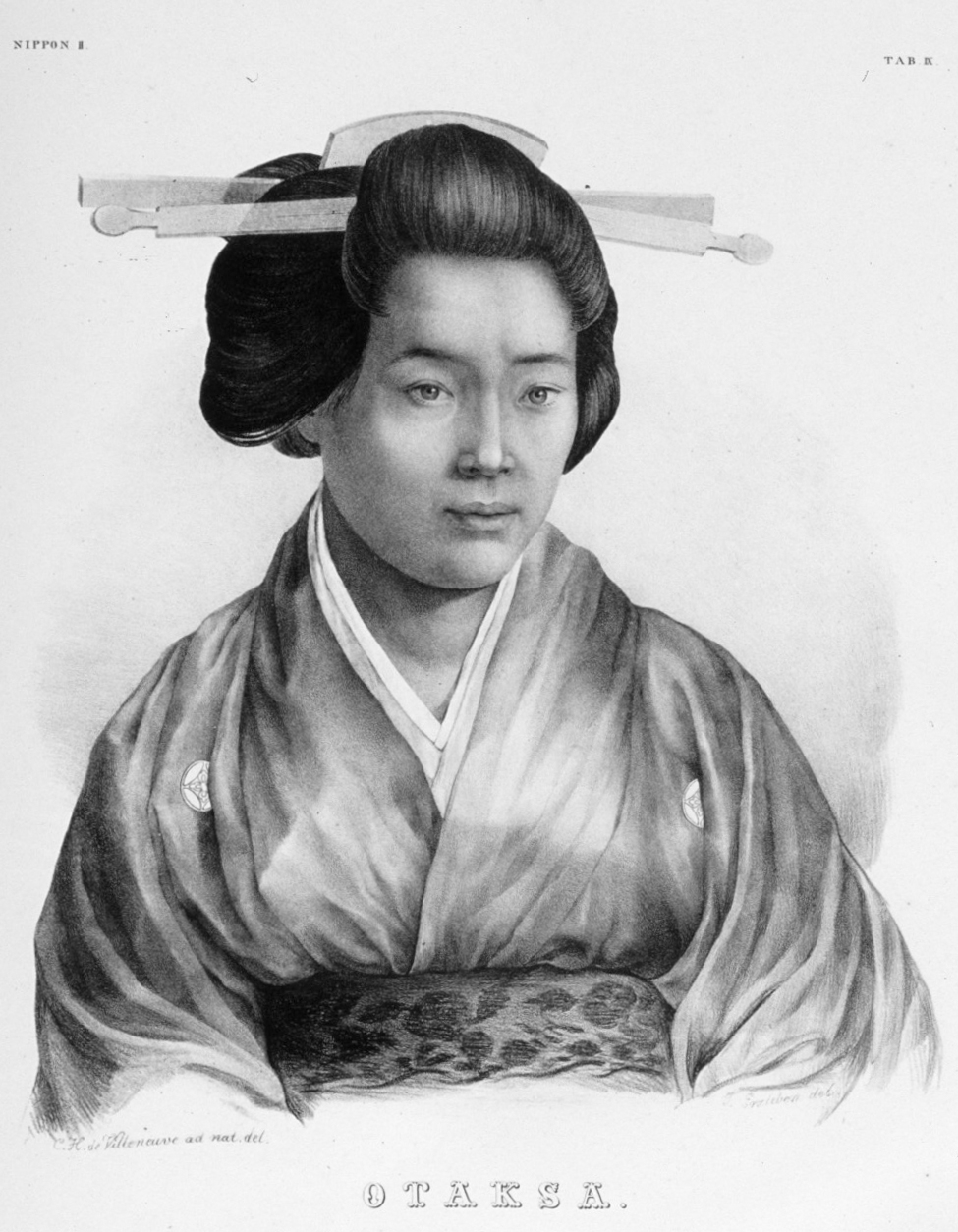
La moglie di von Siebold

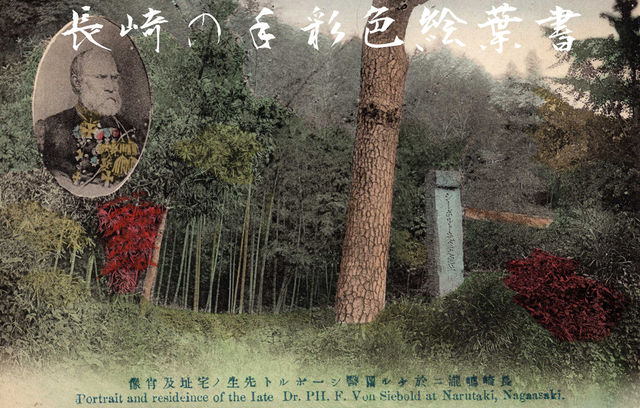
Ritratto e residenza di P. F. von Siebold presso Narutaki, Nagasaki

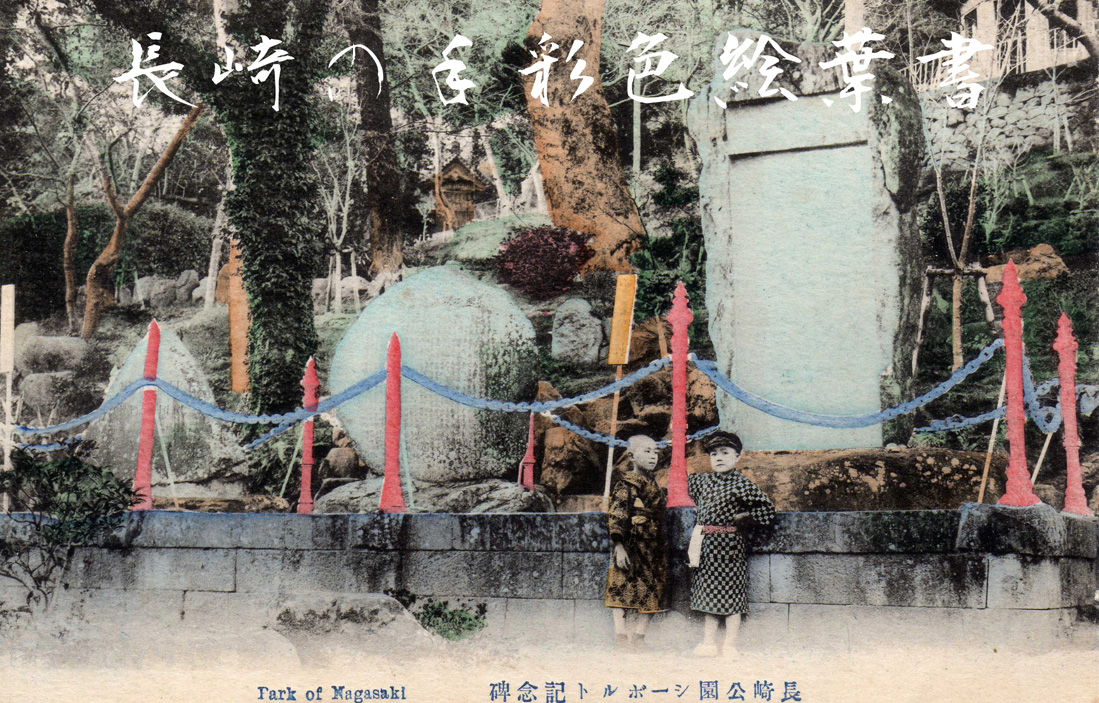
Siebold Nagasaki Park, Nagasaki

Poiché i matrimoni misti erano vietati, von Siebold "visse insieme" alla sua compagna giapponese Kusumoto Taki (楠本滝), nota anche come Sonogi. Nel 1827 Kusumoto Taki diede alla luce la loro figlia, Oine. Von Siebold usava chiamare sua moglie "Otakusa" e diede il suo nome ad una Hydrangea. Come risultato degli sforzi di suo padre, Oine diventò in seguito la prima donna giapponese conosciuta ad aver ricevuto una formazione da medico, e divenne un medico praticante altamente apprezzato. Morì nel 1903.
Von Siebold fondò una scuola medica con 50 studenti nominati dallo Shōgun (vedi Rangaku). Essi aiutarono inoltre von Siebold nei suoi studi botanici e naturalistici. La scuola, il Narutaki-juku, si sviluppò in un luogo d'incontro per circa 50 Rangakusha. Riconosciuto dai Giapponesi, von Siebold prestò servizio come esperto di scienza occidentale. La lingua olandese divenne la lingua franca (la lingua parlata comune) per questi contatti accademici e di studio fino alla Restaurazione Meiji.
I suoi pazienti lo pagavano in natura con una varietà di oggetti e manufatti che avrebbero in seguito acquistato valore storico. Questi oggetti divennero infatti la base della sua vasta raccolta etnografica, che consisteva di beni domestici di uso quotidiano, xilografie, attrezzi e oggetti lavorati a mano usati dai Giapponesi.
Il suo interesse, tuttavia, si focalizzò sullo studio della fauna e della flora giapponese, di cui raccolse quanto più materiale poteva. Iniziando un piccolo giardino botanico dietro la sua casa (non c'era molto spazio sulla piccola isola), von Siebold ammassò oltre 1.000 piante native. In una serra appositamente costruita coltivò le piante giapponesi perché resistessero al clima olandese. Artisti locali giapponesi disegnarono immagini di queste piante, creando illustrazioni botaniche e immagini della vita quotidiana in Giappone, che completavano la sua raccolta etnografica. Ingaggiò cacciatori giapponesi per rintracciare animali rari e raccogliere dei campioni. Molti campioni furono raccolti con l'aiuto dei suoi collaboratori giapponesi Keisuke Ito (1803-1901), Mizutani Sugeroku (1779-1833), Ohkochi Zonshin (1796-1882) e Katsuragawa Hoken (1797-1844), un medico dello Shōgun. Inoltre, l'assistente e in seguito successore di von Siebold, Heinrich Bürger (1806-1858), si rivelò indispensabile nel proseguire l'opera di von Siebold in Giappone.
Von Siebold fu il primo a introdurre in Europa piante da giardino ormai familiari come la Hosta e l'Hydrangea otakusa. All'insaputa dei Giapponesi fu anche in grado di contrabbandare semi germinativi di piante da tè al giardino botanico Buitenzorg di Batavia. Attraverso quest'unico atto egli diede inizio alla cultura del tè a Giava, a quel tempo colonia olandese. Fino ad allora il Giappone aveva custodito rigidamente il commercio delle piante da tè. Nel 1833 Giava poteva già vantare mezzo milione di piante da tè. Durante il suo soggiorno a Dejima, inviò tre spedizioni con un numero sconosciuto di campioni di erbario a Leida, Gand, Bruxelles e Anversa. La spedizione a Leida conteneva i primi esemplari di salamandra gigante giapponese (Andrias japonicus) a essere inviati in Europa.
Nel 1825 la Compagnia delle Indie Orientali gli fornì due assistenti, l'apotecario e mineralogista Heinrich Bürger (suo futuro successore) e il pittore Carl Hubert de Villeneuve. Ciascuno si sarebbe rivelato utile agli sforzi di von Siebold che andavano dall'etnografico al botanico all'orticolo, quando tentava di documentare l'esotica esperienza giapponese orientale.
A quanto si dice, von Siebold non era un uomo facile con cui trattare, ed era in continuo conflitto con i suoi superiori olandesi, che lo ritenevano arrogante. Questa situazione di conflitto ebbe come risultato il suo richiamo a Batavia nel luglio del 1827. Ma la nave, la Cornelis Houtman, inviata per riportare von Siebold a Batavia, fu gettata sulla costa da un tifone nella baia di Nagasaki. La stessa tempesta danneggiò gravemente Dejima e distrusse il gjardino botanico di von Siebold. Riparata, la Cornelis Houtman fu messa in acqua. Partì per Batavia con 89 casse della raccolta botanica recuperata di von Siebold, ma quest'ultimo, tuttavia, rimase a Dejima.

### Incidente di von Siebold
Nel 1826 von Siebold fece il viaggio fino alla corte di Edo. Durante questo lungo tragitto raccolse molte piante e animali. Ma ottenne anche dall'astronomo di corte Takahashi Kageyasu parecchie mappe dettagliate del Giappone e della Corea (compilate da Inō Tadataka), un atto rigorosamente proibito dal governo giapponese. Quando i Giapponesi scoprirono, per caso, che von Siebold aveva mappato le parti settentrionali del Giappone, il governo lo accusò di alto tradimento e di essere una spia per la Russia.
I Giapponesi ordinarono che von Siebold fosse messo agli arresti domiciliari e lo espulsero dal Giappone il 22 ottobre 1829. Soddisfatto che i suoi collaboratori giapponesi avrebbero continuato il suo lavoro, fece il viaggio di ritorno sulla fregata Java fino alla sua precedente residenza, Batavia, in possesso della sua enorme raccolta di migliaia di animali e di piante, dei suoi libri e delle sue mappe. Il giardino botanico di Buitenzorg avrebbe presto ospitato la raccolta sopravvissuta di flora vivente delle 2.000 piante di von Siebold. Egli arrivò nei Paesi Bassi il 7 luglio 1830. Il suo soggiorno in Giappone e a Batavia era durato un periodo di otto anni.

### Ritorno in Europa
Von Siebold giunse a Bruxelles proprio nel momento in cui, nel 1830, scoppiavano i tumulti politici che avrebbero presto condotto all'indipendenza belga. Recuperò frettolosamente le sue raccolte etnografiche ad Anversa ed i campioni di erbario a Bruxelles e li portò a Leida. Sfortunatamente dovette abbandonare le sue raccolte botaniche di piante viventi che furono mandate all'Università di Gand. La conseguente espansione di questa raccolta di piante rare ed esotiche portarono alla fama orticola di Gand. Nondimeno, l'Università di Gand gli offrì nel 1841, in segno di gratitudine, esemplari di ogni pianta della raccolta originale.

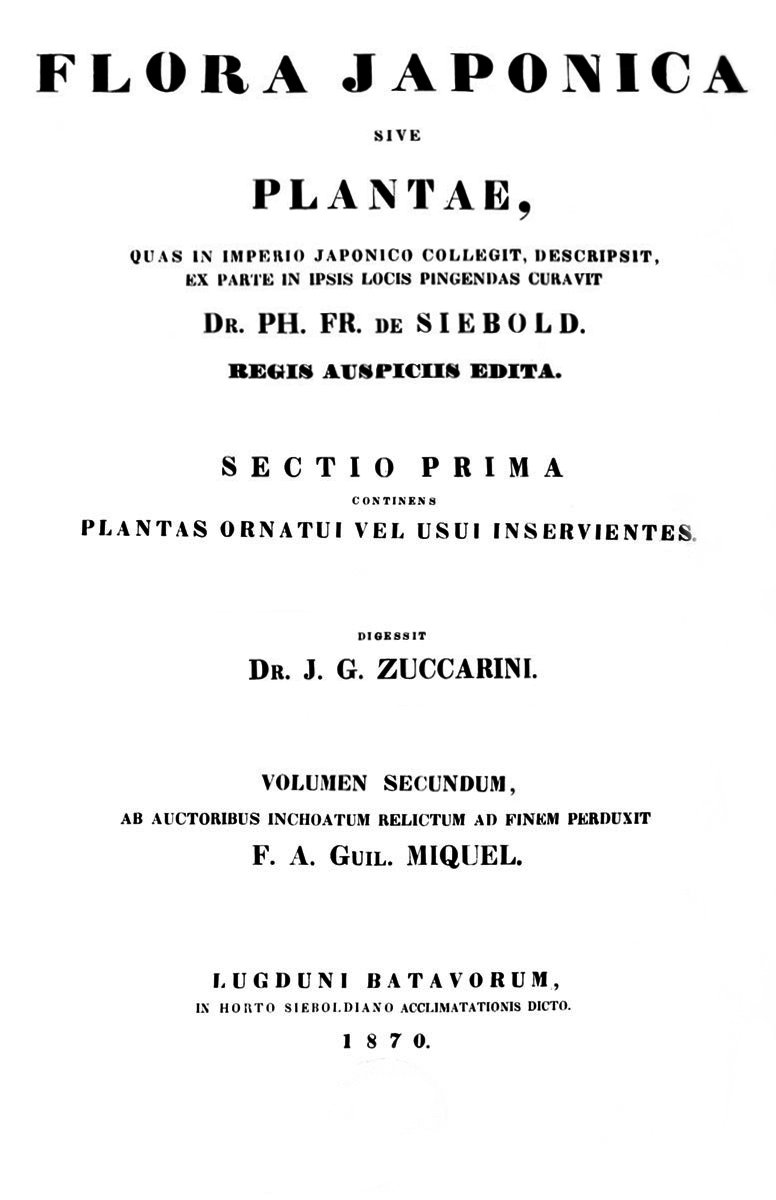
Pagina del titolo di Flora Japonica

Von Siebold si stabilì a Leida, portando con sé la maggior parte della sua raccolta. La "raccolta von Siebold", contenente molti esemplari tipo di specie, fu la prima raccolta botanica proveniente dal Giappone. Ancora oggi, essa rimane un argomento di ricerca attuale, a testimonianza della profondità del lavoro intrapreso da von Siebold. Essa conteneva circa 12.000 esemplari, dai quali egli poté descrivere soltanto circa 2.300 specie. L'intera raccolta fu acquistata per una bella cifra dal governo olandese. A von Siebold fu inoltre concessa una sostanziosa rendita annuale dal re olandese Guglielmo II e fu nominato "Consigliere del Re per gli affari giapponesi". Nel 1842 il Re elevò perfino von Siebold al rango di pari come scudiero.
La "raccolta von Siebold" aprì al pubblico nel 1831. Von Siebold fondò un museo nella sua casa nel 1837. Questo piccolo museo privato si sarebbe alla fine evoluto nel Museo Nazionale di Etnologia a Leida. Il successore di von Siebold in Giappone, Heinrich Bürger, inviò a von Siebold altre tre spedizioni di esemplari raccolti in Giappone. Questa raccolta di flora
formò la base delle raccolte giapponesi dell'Erbario Nazionale dei Paesi Bassi a Leida e del museo di storia naturale Naturalis (National Natuurhistorisch Museum).
Durante il suo soggiorno a Leida von Siebold scrisse Nippon nel 1832, il primo volume di un'opera etnografica e geografica riccamente illustrata sul Giappone. Essa conteneva anche un resoconto del suo viaggio alla Corte dello Shogunato di Edo. Scrisse sei ulteriori volumi, gli ultimi pubblicati postumi nel 1882. I suoi figli pubblicarono una ristampa riveduta ed economica nel 1887.

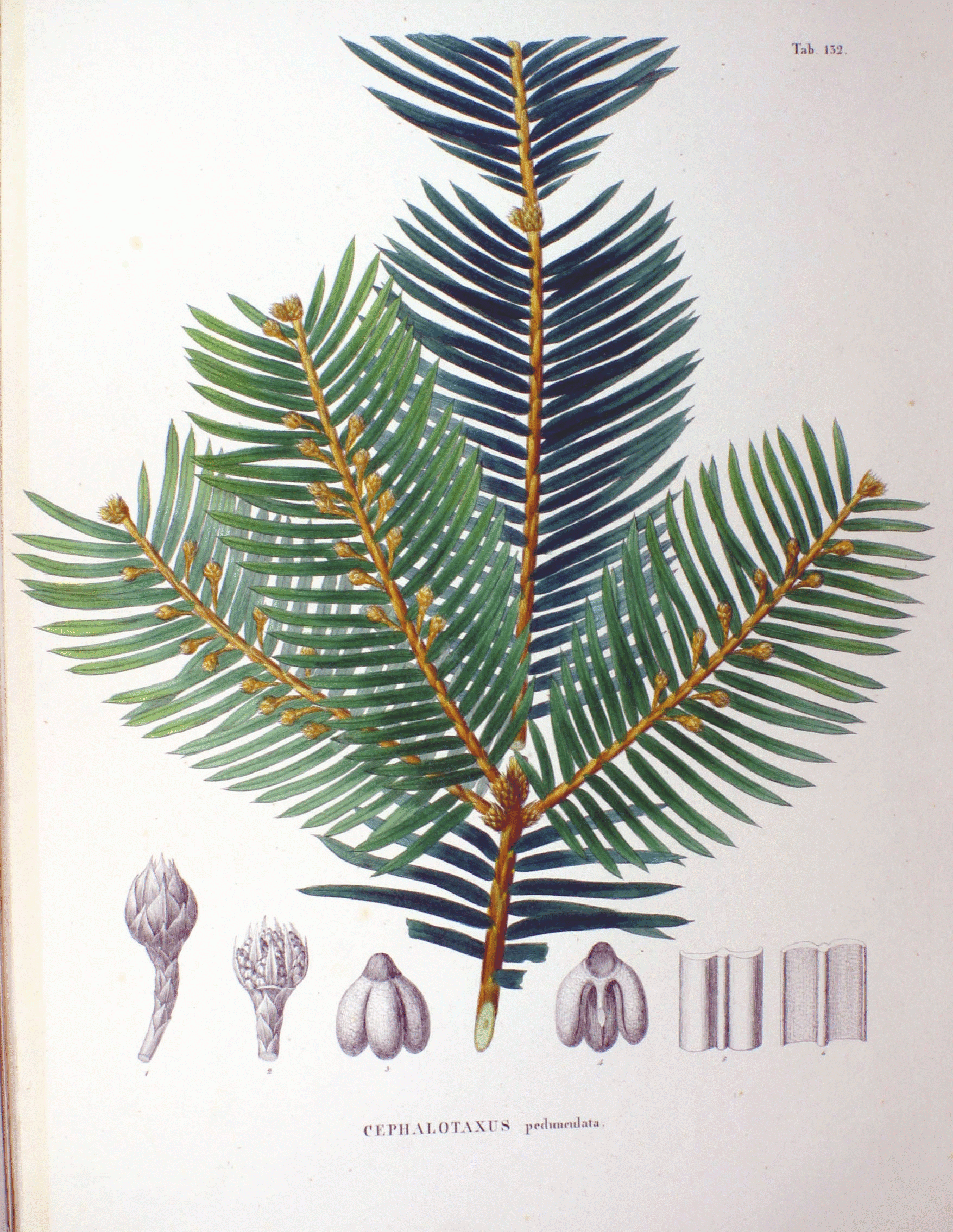
Tavola a colori di Cephalotaxus pedunculata in Flora Japonica, di Philipp Franz von Siebold e Joseph Gerhard Zuccarini

La Bibliotheca Japonica apparve fra il 1833 e il 1841. Coautori di quest'opera furono Joseph Hoffmann e Kuo Cheng-Chang, un giavanese di estrazione cinese, che aveva viaggiato insieme a von Siebold da Batavia. Essa conteneva una disamina della letteratura giapponese e un dizionario di cinese, giapponese e coreano.
Gli zoologi Coenraad Temminck (1777–1858), Hermann Schlegel (1804–1884) e Wilhem de Haan (1801–1855) descrissero e documentarono "scientificamente" la raccolta di animali giapponesi di von Siebold. La Fauna Japonica, una serie di monografie pubblicate fra il 1833 e il 1850, era basata principalmente sulla raccolta di von Siebold, rendendo quella giapponese la fauna non europea meglio descritta - "un'impresa notevole per von Siebold". Una parte significativa della Fauna Japonica era basata anche sulle raccolte del successore di von Siebold a Dejima, Heinrich Bürger.
Von Siebold scrisse il suo Flora Japonica in collaborazione con il botanico tedesco Joseph Gerhard Zuccarini (1797–1848). Essa apparve per la prima volta nel 1835, ma fu completata solo dopo la sua morte, nel 1870 ad opera di F. A. W. Miquel (1811–1871), direttore del Rijksherbarium a Leida. Quest'opera consacrò la fama scientifica di von Siebold, non solo — e già — in Giappone, ma anche in Europa.
Dall'Orto botanico di Leida molte delle piante di von Siebold si diffusero in Europa e da lì in altri paesi. Hosta e Hortensia, Azalea e Petasites giapponesi, la tussilagine comune nonché il larice giapponese cominciarono ad abitare i giardini di tutto il "mondo", parola che allora comprendeva probabilmente la zona transatlantica coloniale, dove il commercio prosperava sia nel Nord che nel Sud, nell'Est e nell'Ovest dei due opposti emisferi — il "Vecchio Mondo" e il "Nuovo Mondo".

### Reputazione internazionale
Come famoso esperto del Giappone, von Siebold scoprì che la sua esperienza e opinione erano ricercati da una varietà di interroganti. Mentre viveva a Boppard, ossia dal 1852, fu coinvolto in una corrispondenza con diplomatici russi come il barone von Budberg-Bönninghausen, l'ambasciatore russo in Prussia. Anche il commodoro della Marina americana Matthew C. Perry consultò von Siebold anteriormente al suo viaggio in Giappone nel 1854.
Benché in Giappone sia famoso (Shiboruto-san), menzionato nei relativi libri di scuola, von Siebold è quasi sconosciuto ai Tedeschi o agli Americani, ad eccezione dei giardinieri che ammirano molte piante con il titolo sieboldii e sieboldiana. L'Orto botanico di Leida ha recentemente allestito il "von Siebold Memorial Garden", un giardino giapponese con piante inviate da von Siebold. I visitatori giapponesi possono venire a visitare questo giardino, per manifestare il loro rispetto verso di lui.

### Piante a cui è stato dato il nome di Siebold
I settori della botanica e dell'orticoltura hanno onorato von Siebold dando il suo nome ad alcune tra le più belle e le più preziose piante da giardino dei loro generi. Tra gli altri sono da citare i seguenti esempi:

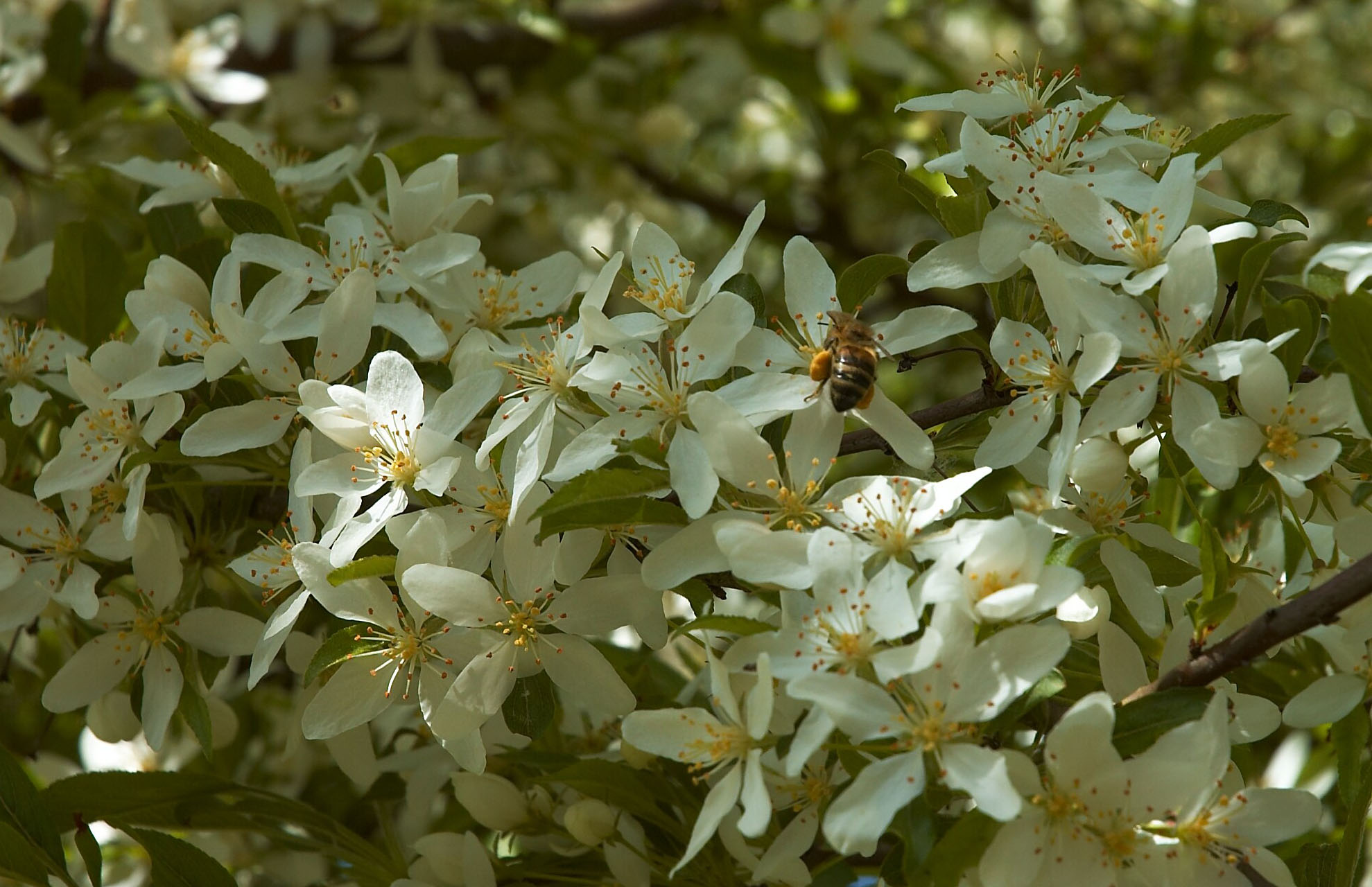
Melo Selvatico Toringo (Malus toringo in fiore, var. sargentii, sieboldii)

- Acer sieboldianum o Acero di Siebold: è una varietà di acero nativa del Giappone
- Anemone japonica "sieboldii": una Clematide alquanto difficile da "allevare" ma nondimeno una pianta molto ricercata
- Dryopteris sieboldii: una felce con fronde coriacee
- Hosta sieboldii: un giardino può averne una dozzina di cultivar distinti
- Magnolia sieboldii: la sottostimata piccola magnolia "Oyama"
- Malus sieboldii: il fragrante Melo Selvatico Toringo, i cui boccioli rosa sbiadiscono verso il bianco
- Primula sieboldii: la primula silvestre giapponese
- Prunus sieboldii: un ciliegio da fiore
- Hylotelephium sieboldii: una succulenta le cui foglie formano verticilli simili alle rose
- Tsuga sieboldii: una tsuga giapponese
- Viburnum sieboldii: un grande arbusto deciduo (H: 4m per S: 6m) che ha fiori bianchi vellutati in primavera e bacche rose che maturano diventando nere in autunno.

In aggiunta a questi esempi, che dimostrano l'onore acquistato da von Siebold, ci sono altre piante denominate come tributo nei suoi confronti, che non sono menzionate in precedenza. Anche un tipo di abalone, la Nordotis gigantea, è noto come Abalone di Siebold ed è apprezzato per il sushi.
In anni successivi, von Siebold divenne consigliere sulle questioni culturali e sociali giapponesi per parecchi governi. Questa posizione gli garantì un ritorno in Giappone in veste di "consigliere" dal 1859 fino al 1863. Mentre era di nuovo in Giappone, andò parecchie volte a trovare Kusomoto Sonogi, ed ebbe anche occasione di rivedere sua figlia Ine, divenuta nel frattempo, come già detto, un famoso medico. Le sue proposte per un approccio "culturale" nei confronti del popolo giapponese, invece di uno meramente "mercantile" non furono apprezzate dal governo olandese, che lo richiamò prima a Batavia e poi in Olanda. Deluso da questa incapacità di comprendere il Giappone e dal mancato apprezzamento nei suoi confronti, von Siebold ritornò nella sua città natale di Würzburg, offrendo invano i suoi servigi ai governi francese e russo. Morì a Monaco di Baviera il 18 ottobre 1866.

### Musei di Siebold
Una testimonianza della fama e dell'importanza di von Siebold si trova nei vari musei a lui dedicati.
- Il Museo Etnologico a Leida (Paesi Bassi) ospita la grande raccolta von Siebold messa insieme durante il suo soggiorno in Giappone (1823-1829).
- Il Museo Statale di Etnologia a Monaco di Baviera (Germania) ospita la raccolta di Philipp Franz von Siebold proveniente dal suo secondo viaggio in Giappone (1859-1862) e una lettera di von Siebold a re Ludovico I in cui sollecitava il monarca a fondare un museo di etnologia a Monaco. La tomba di von Siebold a forma di pagoda buddhista è sull'Alter Münchner Südfriedhof (Antico Cimitero Meridionale di Monaco). Anche il nome di una strada e vari accenni nell'Orto Botanico presso Monaco commemorano von Siebold.
- Un museo sorge ora in una prima casa ufficiale di von Siebold, trasformata e riadattata a Leida: i Siebold Huis.
- Un Museo di Siebold esiste a Würzburg (Germania).
- Nagasaki (Giappone) rende omaggio a von Siebold ospitando il Museo memoriale Siebold su terreni adiacenti all'ex residenza di von Siebold nel quartiere di Narutaki. Il primo museo dedicato a un non giapponese in Giappone.

Le raccolte di von Siebold posero le basi per i musei etnografici di Monaco e Leida. Alexander von Siebold, figlio della sua moglie europea, donò gran parte del materiale rimasto a Würzburg dopo la morte di von Siebold al British Museum a Londra. La Accademia Scientifica Imperiale di San Pietroburgo acquistò 600 tavole colorate della Flora Japonica.
La tradizione europea di inviare in Giappone dottori con una formazione botanica esisteva da molto tempo. Inviato in missione dalla Compagnia Olandese delle Indie Orientali, Engelbert Kaempfer (1651-1716), un medico e botanico tedesco che visse in Giappone dal 1690 fino al 1692, confluiva in questa tradizione di combinazione di medicina e botanica. La Compagnia Olandese delle Indie Orientali, tuttavia, non impiegò effettivamente il botanico e medico svedese Carl Peter Thunberg (1743-1828), che arrivò in Giappone nel 1775.
L'altro suo figlio Heinrich (Henry) von Siebold (1852-1908) continuò parte delle ricerche di suo padre ed è riconosciuto, insieme a Edward Sylvester Morse, come uno dei fondatori dei moderni studi archeologici in Giappone.

## Opere pubblicate
- (1832-1852) Nippon. Archiv zur Beschreibung von Japan und dessen Neben- und Schutzländern: Jezo mit den Südlichen Kurilen, Krafto, Koorai und den Liukiu-Inseln. 7 volumi, Leida.
  - Edizione riveduta e ampliata dai suoi figli nel 1897: Nippon. Archiv zur Beschreibung von Japan ..., 2. veränderte und ergänzte Auflage, hrsg. von seinen Söhnen, 2 volumi,  Würzburg e Lipsia.
- (1829) Synopsis Hydrangeae generis specierum Iaponicarum. In: Nova Acta Physico-Medica Academiae Caesareae Leopoldino-Carolina vol. 14, parte ii.
- (1835-1870) (con von Zuccarini, J.G.) Flora Japonica. Leida.
- (1843) (con von Zuccarini, J.G.) Plantaram, quas in Japonia collegit Dr. Ph. Fr. De Siebold genera nova, notis characteristicis delineationibusque illustrata proponunt.  In: Abhandelungen der mathematisch-physikalischen Classe der Königlich Bayerischen Akademie der Wissenschaften vol. 3, pp. 717–750.
- (1845) (con von Zuccarini, J.G.) Florae Japonicae familae naturales adjectis generum et specierum exemplis selectis. Sectio prima. Plantae Dicotyledoneae polypetalae. In: Abhandelungen der mathematischphysikalischen Classe der Königlich Bayerischen Akademie der Wissenschaften vol. 4, parte iii, pp. 109–204.
- (1846) (con von Zuccarini, J.G.) Florae Japonicae familae naturales adjectis generum et specierum exemplis selectis. Sectio altera. Plantae dicotyledoneae et monocotyledonae. In: Abhandelungen der mathematischphysikalischen Classe der Königlich Bayerischen Akademie der Wissenschaften vol. 4, parte iii, pp Band 4 pp. 123–240.
- (1841) Manners and customs of the Japanese, in the nineteenth century. From recent Dutch visitors of Japan and the German of Dr. Ph. Fr. von Siebold. London: Murray 1841 (compilata da un autore anonimo, non da von Siebold stesso!).

Siebold è l'abbreviazione standard usata per indicare von Siebold come autore nelle citazioni di nomi botanici.